# Tie Break
Tie Break er et østrigsk boyband, som repræsenterede Østrig ved Eurovision Song Contest 2004, med sangen "Du bist" som kun fik en 21. plads. 

## Medlemmer
- Stefan di Bernardo
- Thomas Elzenbaumer
- Tommy Pegram